# Les Tremblements de terre
Singles de Elsa Lunghini
Le Garçon d'étage
(2008)
Pistes de Elsa Lunghini
Du désordre Boulevard des filles du calvaire
Les Tremblements de terre est le 27e single d'Elsa Lunghini, extrait de l'album Elsa Lunghini.
Il s'agit d'un duo avec le chanteur et réalisateur de son disque, Da Silva.
Aucun vidéo clip n'a assuré la promotion de ce single, qui est passé inaperçu.

## Supports commerce
CD single promotionnel
1. Les Tremblements de terre – 3:09